# Соезерская Пустынь
Соезерская Пустынь — деревня в Верхнетоемском муниципальном округе Архангельской области России.

## География
Деревня находится в юго-восточной части Архангельской области, в подзоне средней тайги, в пределах северной окраины Восточно-Европейской равнины, на северном берегу озера Соозерского, на расстоянии примерно 34 километров (по прямой) к юго-западу от села Верхняя Тойма, административного центра округа. Абсолютная высота — 68 метров над уровнем моря.

### Часовой пояс
Соезерская Пустынь, как и вся Архангельская область, находится в часовой зоне МСК (московское время). Смещение применяемого времени относительно UTC составляет +3:00.

## Население
| 2002 | 2010 |
| ---- | ---- |
| 15   | ↘8   |

### Национальный состав
Согласно результатам переписи 2002 года, в национальной структуре населения русские составляли 62 %.